# Dudleya pachyphytum
Dudleya pachyphytum là một loài thực vật có hoa trong họ Crassulaceae. Loài này được Moran & M.Benedict miêu tả khoa học đầu tiên năm 1980.